# Patriotten van Georgië
Patriotten van Georgië of voluit Alliantie van Patriotten van Georgië (Georgisch: საქართველოს პატრიოტთა ალიანსი, Sakartvelos Patriotta Aliansi) is een nationaal-conservatieve en pro-Russische politieke partij in Georgië. De partij werd in 2012 opgericht en speelt een kleine rol in de Georgische politiek.

## Geschiedenis

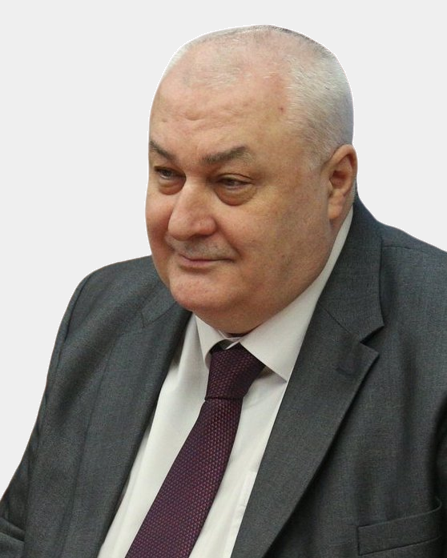
Oprichter en voorzitter David Tarchan-Moeravi.

De Patriotten van Georgië werd op 19 december 2012 opgericht, kort na de parlementsverkiezingen, die Georgische Droom aan de macht had gebracht. Op 22 januari 2013 werd de partij opgenomen in het Georgische partijregister. De partij kwam voort uit de 'Algemene Volksverzetsbeweging', die op haar beurt in 2010 was opgericht als volksbeweging tegen de regering Saakasjvili. Deze beweging, geleid door David Tarchan-Moeravi, nam het op voor de slechte huisvesting van de interne vluchtelingen (IDPs) en voerde actie tegen de komst van Turkse moskeeën in de autonome deelrepubliek Adzjarië.
Daarnaast opereerden oprichters David Tarchan-Moeravi en Irma Inasjvili sinds 2003 een eigen tv-kanaal, Obiektivi, dat berucht kwam te staan om de antiwesterse propaganda. Inasjvili en politiek secretaris Giorgi Lomia claimden verantwoordelijk te zijn voor het verkrijgen van video's van martelingen in de gevangenis, die enkele weken voor de verkiezingen van 2012 naar buiten gebracht werden. De publieke opwinding hierover droeg bij aan het verlies van de regerende partij van Saakasjvili.

### Electorale meewind
Oligarch Bidzina Ivanisjvili, oprichter van Georgische Droom, stimuleerde in 2013 de activering van de Patriotten als een "derde kracht" in het politieke spectrum, naast zijn eigen partij en de Verenigde Nationale Beweging van Saakasjvili. De Patriotten haalden in de gemeenteraadsverkiezingen van 2014 landelijk 4,7 procent, als vierde partij goed voor vertegenwoordiging in enkele tientallen gemeenten. Partijsecretaris Inasjvili werd vierde in de burgemeestersverkiezing van Tbilisimet ruim vijf procent van de stemmen.
Voor de parlementsverkiezingen van 2016 ging de partij een alliantie aan met vijf andere kleine en obscure partijen, om zoveel mogelijk kans te maken de kiesdrempel van vijf procent te halen. De partij behaalde nipt de kiesdrempel en eindigde op de derde plaats, goed voor zes zetels in het parlement. Een jaar later volgden gemeenteraadsverkiezingen, waarin de partij doorgroeide naar 6,6 procent van de stemmen, maar een echte doorbraak bleef uit. Wel was de partij in bijna alle 64 gemeenteraden vertegenwoordigd. In Bordzjomi behaalde de partij veruit haar beste resultaat met elf van de 28 zetels, waarvan zes via een enkelvoudig kiesdistrict.

### Oppositie tegen de oppositie

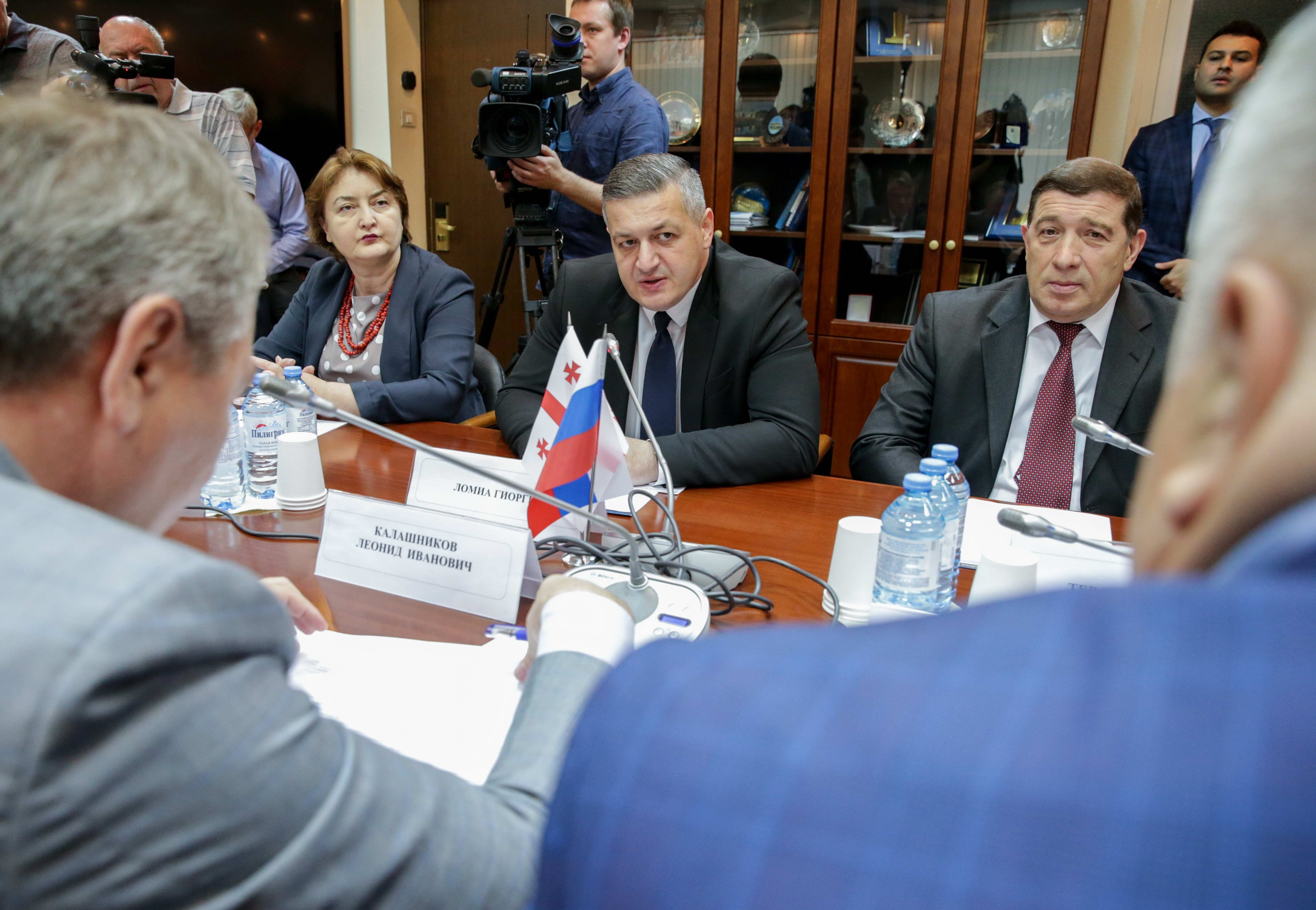
Parlementsleden Marsjania, Lomia en Tevdoradze op bezoek in de Russische Staatsdoema (juli 2019).

De partij was op gezette tijden kritisch op de regerende Georgische Droom, over onder andere de grondwetswijzigingen, die ze een "constitutionele machtsovername" en een "legalisering van een eenpartijdictatuur" noemden. Tegelijkertijd steunden ze de regering op belangrijke momenten, zoals de kandidatuur van Salome Zoerabisjvili in de presidentsverkiezingen van 2018. Ze trokken vanuit hun oppositierol vooral ten strijde tegen de grootste oppositiepartij Verenigde Nationale Beweging (UNM) en haar afsplitsing, Europees Georgië.
De partij diende een initiatief in om de UNM van Saakasjvili crimineel te verklaren en alle betrokkenen binnen zes maanden voor de rechter te slepen, maar het voorstel werd niet aangenomen. De Patriotten begonnen kort na hun verkiezing in het parlement met het aanhalen van parlementaire banden met Moskou en probeerden een bilaterale interparlementaire groep op te zetten. Dit voedde de beeldvorming dat de partij pro-Russisch was, ondanks haar eigen ontkenningen. De pro-westerse oppositie zag de partij als het "ware gezicht van Georgische Droom".
De partij was in 2019 actief in het organiseren van protesten als publieksmobilisering en gebruikte daarbij actuele onderwerpen, zoals het opspelende grensdispuut met Azerbeidzjan bij het David Garedzja-klooster, belangrijk orthodox-christelijk erfgoed voor Georgië. De Patriotten bepleitten op krachtig wijze militaire neutraliteit voor Georgië en namen omfloerst afstand van NAVO en EU-integratie. Andere extreemrechtse en ultranationalistische groeperingen sloten zich gedurende het jaar bij de acties van de Patriotten aan. Deze radicalere groepen waren ook gewelddadig van aard en overschaduwden de Patriotten op den duur. De Patriotten namen ook directer de Verenigde Staten op de korrel met demonstraties bij de ambassade, waar ze opriepen tot de verbanning van de Amerikaanse democratiseringsorganisaties National Democratic Institute (NDI) en International Republican Institute (IRI) uit Georgië.

### Electorale concurrentie

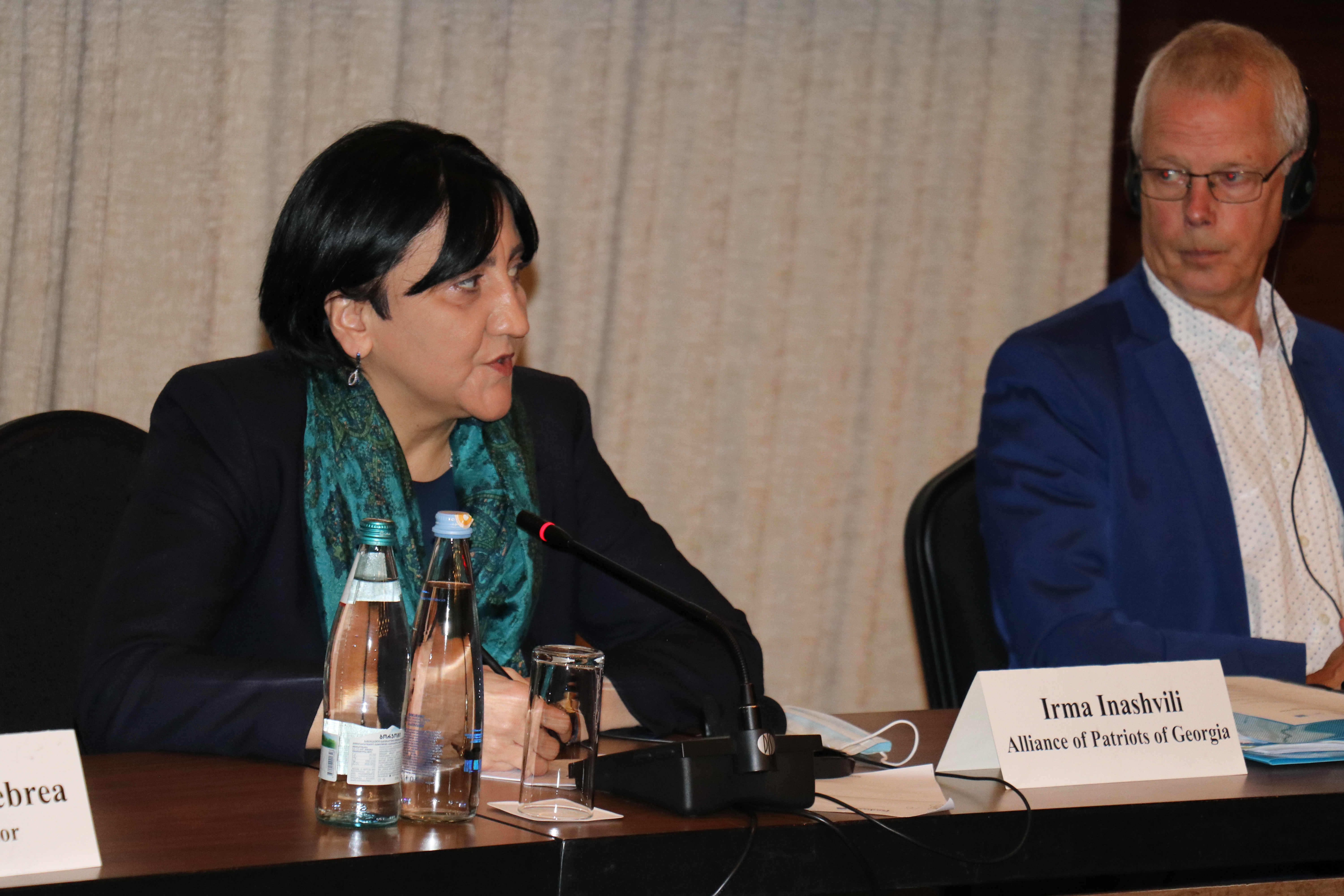
Oprichter en partijsecretaris Irma Inasjvili met Tiny Kox op de vooravond van de verkiezingen van 2020.

In aanloop naar de parlementsverkiezingen van 2020 kwam de partij in publicitaire problemen door een uitgekomen geheim bezoek aan Abchazië. Ze spraken daar met de adviseur van de president van de afscheidingsrepubliek, welk regime de Georgische autoriteiten niet erkennen. Tegelijkertijd kwam een rapport uit van het Dossier Center, een organisatie van de Russische Michail Chodorkovski, waaruit bleek dat de verkiezingscampagne van de Patriotten door het Kremlin gesteund wordt.
De partij haalde in de verkiezingen 3,1 procent van de stemmen. Door de eenmalig verlaagde kiesdrempel van een procent, kreeg de partij vier zetels. De Patriotten sloten zich aan bij de boycot van het parlement door de oppositie, in protest tegen de in hun ogen gefraudeerde verkiezingsuitslag. De verkozen leden Inasjvili, Tevdoradze en Lomia gaven in januari 2021 hun zetel op. Het overgebleven vierde lid ging met de drie nieuwe benoemde leden van de partijlijst onder de vlag van 'Europese Socialisten' verder, waardoor de Patriotten niet meer vertegenwoordigd waren.
In de daaropvolgende gemeenteraadsverkiezingen van oktober 2021 viel de partij verder terug en verdween uit bijna alle gemeenteraden. Dit viel niet alleen samen met de opkomst van concurrerende radicale groepen, maar ook met de ideologische transformatie van Georgische Droom naar een illiberale, nativistische, conservatieve en antiwesterse partij. De Patriotten lieten de rechts-radicale en pro-Russische Alt-Info meedoen op hun lijst voor de parlementsverkiezingen van 2024, maar de combine behaalde de kiesdrempel niet. Verschillende kandidaten van Alt-Info stonden op een Amerikaanse sanctielijst. Alt-Info's ideologie is vormgegeven door Aleksandr Doegin.

## Ideologie
De ideologie van de Patriotten laat zich het beste omschrijven als een schoolvoorbeeld van Europese illiberale en populistische bewegingen, met nationaal-conservatieve, xenofobische, antiwesterse, Eurosceptische en pro-Russische kenmerken. De partij wordt over het algemeen als rechts-populistisch geduid, maar wordt vanwege links-sociale standpunten ook wel in het links-conservatieve kwadrant van het politiek spectrum geplaatst. Zelf stelde de partij bij haar oprichting "echt rechts conservatief" te zijn. De partij verwerpt het idee dat ze pro-Russisch zou zijn en noemt dat een "propagandistische leugen". Volgens analisten trekt de partij het label aan door de uitgesproken antiwesterse retoriek en de frequente bezoeken aan Rusland.

### Sociaal-conservatisme en anti-liberalisme
De linkse sociaal-economische opvattingen, gecombineerd met nativisme en sociaal- en cultureel-conservatisme hebben parallellen met een aantal uitgesproken rechts-populistische partijen in Europa, zoals Rassemblement National in Frankrijk of Jobbik in Hongarije. Tijdens de heropleving van het grensconflict in 2019 met Azerbeidzjan rond het David Garedzja-klooster lieten de partijleiders zich xenofobisch uit over Azerbeidzjanen in Georgië, een belangrijke etnische minderheid. Ook propageert de partij regelmatig anti-Turkse en islamofobe sentimenten, met name met betrekking tot de autonome republiek Adzjarië aan de Turkse grens. Ze verdenkt Turkije van expansionistische plannen ten aanzien van historisch Georgisch land.
Net als bij vergelijkbare Europese partijen is de idelogie van de Patriotten gecentreerd rond het "gewone volk" dat te lijden zou hebben van de elite. In Georgië betreft dit de voormalige machthebbers van de Verenigde Nationale Beweging, de ngos en liberalen in brede zin. De partij heeft een referendum-democratie voor ogen, waarin het "gewone volk" alles per vox-populi kan terugdraaien of tegenhouden en functionarissen kan ontslaan. De partij verklaart zich loyaal aan de Georgisch-Orthodoxe Kerk, gelooft in de heiligheid van het traditionele gezin en verwerpt elke vorm van progressief-liberale normering.

### Rusland
Het officiële standpunt van de partij is militaire neutraliteit voor Georgië, waarbij het lidmaatschap van de NAVO dus expliciet uitgesloten wordt om "Rusland niet te irriteren". De partij belooft daarnaast de betrekkingen met Rusland te normaliseren, zonder expliciet integratie in de Europese Unie af te wijzen, maar lidmaatschap van de EU en NAVO zou volgens de partij niettemin een illusie zijn. Tegelijkertijd houdt de partij er een dubbelzinnige opvatting op na over Rusland en lidmaatschap van de Euraziatische Economische Unie.
Volgens de partij zou daarnaast de dialoog over de conficten Abchazië en Zuid-Ossetië niet meer via internationale gremia moeten verlopen maar direct met Rusland, waarmee de internationale gemeenschap de bemiddelende rol zou verliezen ten gunste van Rusland. Hierdoor zou Rusland ook gevrijwaard worden als partij in het conflict. De veelvuldige en stelselmatige anti-westerse- en neutraliteitspropaganda van de Patriotten, die de Russische belangen dienen, staan volgens Georgische propaganda-experts symbool voor de pro-Russische signatuur van de partij. 

## Verkiezingsresultaten
De Patriotten behaalden in de periode 2014-2017 hun beste resultaten, maar verloren sindsdien electoraat. 

### Parlementsverkiezingen
| 2016 | Irma Inasjvili | 8 | 88.097 | 5,0 | 3 | 6 | 0 | 6 / 150 | Nieuw | Oppositie           |        |  |  |  |
| 2020 | Irma Inasjvili | 8 | 60.480 | 3,1 | 6 | 4 | 0 | 4 / 150 | 2     | Oppositie           | [ 33 ] |  |  |  |
| 2024 | Irma Inasjvili | 8 | 50.599 | 2,4 | 7 | 0 | - | 0 / 150 | 4     | Buiten-parlementair |        |  |  |  |
|      |                |   |        |     |   |   |   |         |       |                     |        |  |  |  |

### Gemeenteraadsverkiezingen
De partij eindigde in 2017 als vierde in de gemeenteraadsverkiezingen en haalde haar beste resultaat. De gemeenteraadsverkiezingen worden in Georgië gehouden in een gemengd kiesstelsel met een stem op een gesloten partijlijst voor de evenredige vertegenwoordiging en een stem op een kandidaat in enkelvoudig kiesdistricten.
| 2014 | 8 | 66.805 | 4,7 | 4 | 45 | 5  | 45 / 2.088 | Nieuw | [ 8 ]                |  |  |  |  |  |
| 2017 | 8 | 98.530 | 6,6 | 4 | 77 | 14 | 91 / 2.043 | 44    | [ 34 ]               |  |  |  |  |  |
| 2021 | 8 | 25.697 | 1,5 | 5 | 5  | 0  | 5 / 2.068  | 86    | [ 35 ] [ 36 ] [ 37 ] |  |  |  |  |  |
|      |   |        |     |   |    |    |            |       |                      |  |  |  |  |  |

## Partijleiders
Mede-oprichter van de partij, David Tarchan-Moeravi, werd in 2012 voorzitter.
| # | Naam                  | Van  | Tot | Noot |
| - | --------------------- | ---- | --- | ---- |
| 1 | David Tarchan-Moeravi | 2012 |     |      |
|   |                       |      |     |      |

## Internationale relaties
De Alliantie van Patriotten is niet geassocieerd met internationale koepelorganisaties. Gedurende haar deelname in de Parlementaire Vergadering van de Raad van Europa (PACE) in de periode 2017-2021 was de partij lid van de groep Europese Conservatieven en Hervormers (ECR).